# Désirée Nosbusch
Désirée Nosbusch, també coneguda com a Désirée Becker, (Esch-sur-Alzette, 14 de gener de 1965) és una presentadora de televisió i actriu luxemburguesa. Va néixer a la ciutat luxemburguesa d'Esch-sur-Alzette, de pare luxemburguès i mare italiana. En la dècada de 1980 va viure a Manhattan, a la ciutat de Nova York, i des de la dècada de 1990 fins a 2008 va viure a Los Angeles.
Nosbusch parla luxemburguès, alemany, francès, italià i anglès. Ella ha actuat en pel·lícules i programes de televisió tant en llengua francesa com alemanya des de la seva adolescència, quan va ser membre del grup de teatre juvenil del Liceu Hubert Clément d'Esch-sur-Alzette (Luxemburg); també ha participat en algunes minisèries en italià. Va presentar el Festival de la Cançó d'Eurovisió 1984, organitzat a Luxemburg, i la versió infantil de Ruck Zuck anomenada Kinder Ruck Zuck. Nosbusch també és cantant. El 1984 va gravar un duet amb el cantant austríac Falco titulat Kann es Liebe sein?.

## Filmografia seleccionada
- Nach Mitternacht (1981, dirigida per Wolf Gremm)
- Der Fan (1982, dirigida per Eckhart Schmidt)
- Sing Sing (1983, dirigida per Sergio Corbucci)
- Questo e Quello (1983, dirigida per Sergio Corbucci)
- Good Morning, Babilònia (Good Morning, Babylon) (1987, dirigida per Paolo i Vittorio Taviani)
- A.D.A.M. (1988, dirigida per Herbert Ballmann)
- A Wopbopaloobop A Lopbamboom (1989, dirigida per Andy Bausch)
- Jean Galmot, aventurier (1990, dirigida per Alain Maline)
- La Femme fardée) (1990, dirigida per José Pinheiro))
- Felipe ha gli occhi azzurri (minisèrie de televisió) (1991, dirigida per Gianfranco Albano) i Felice Farina)
- Piazza di Spagna (minisèrie de televisió) (1993, dirigida per Florestano Vancini)
- Opernball (pel·lícula de televisió) (1998, dirigida per Urs Egger)
- Contaminated Man (2000, dirigida per Anthony Hickox)
- High Explosive (2001, dirigida per Timothy Bond)
- Feindliche Übernahme - althan.com (2001, dirigida per Carl Schenkel)
- Avalanche (pel·lícula de televisió) (2008, dirigida per Jörg Lühdorff)